# Jeanne aux chiens
Jeanne aux chiens est un roman de Patrick Reumaux paru le 11 février 1982 aux éditions Gallimard et ayant reçu la même année le Prix France Culture.

## Éditions
- Jeanne aux chiens, éditions Gallimard, 1982  (ISBN 2070200280)